# Herregårde i Sønderjyllands Amt
 Herregårde og proprietærgårde i Sønderjyllands Amt 
Sønderjyllands Amt blev oprettet i 1970 og bestod indtil da af de fire amter Haderslev, Tønder, Aabenraa og Sønderborg.
Amterne bestod af 14 herreder.

## Haderslev Amt

### Frøs Herred
- Gram Slot, Gram Sogn

### Haderslev Herred
- Aastrupgaard, Åstrup Sogn

### Nørre Rangstrup Herred
- Enggården, Toftlund Sogn

### Sønder Tyrstrup Herred
- Tyrstrupgård, Tyrstrup Sogn

## Tønder Amt

### Tønder, Højer og Lø Herred
- Schackenborg Slot, Møgeltønder Sogn
- Trøjborg Slotsruin, Visby Sogn

## Aabenraa Amt

### Lundtoft Herred
- Gråsten Slot, Gråsten-Adsbøl Sogn
- Buskmose, Rinkenæs Sogn

## Sønderborg Amt

### Als Nørre Herred
- Nordborg Slot

### Als Sønder Herred
- Sønderborg Slot, Sønderborg
- Gammelgaard, Ketting Sogn
- Augustenborg Hovedgård, Augustenborg Sogn
- Rumohrsgaard, Notmark Sogn
- Rønhave, Ulkebøl Sogn

### Nybøl Herred
- Sandbjerg Gods, Sottrup Sogn
- Ballegård
- Nybølgård